# Les Fleurs du silence
Pour plus de détails, voir Fiche technique et Distribution.
Les Fleurs du silence est un drame romantique britannique réalisé par Will Seefried et sorti en 2024,.

## Fiche technique
Sauf indication contraire, les informations mentionnées dans cette section peuvent être confirmées par les bases de données cinématographiques IMDb et Allociné,  présentes dans la section « Liens externes ».
- Titre original : Lilies Not for Me
- Réalisation : Will Seefried
- Scénario : Will Seefried
- Musique : Theodosia Roussous
- Décors :
- Costumes : Grace Snell
- Photographie : Cory Fraiman-Lott
- Son : Arjun G. Sheth
- Montage : Julia Bloch
- Production : Emilie Georges, Naima Abed, Hannes Otto, Roelof Storm et Will Seefried
  - Production déléguée : Robert Aramayo, Julia Zak, Cindy Gabriel, Vincent Mai, Alessandro Iovino et Anthony de Rauville
- Société de production : Paradise City et Wolflight
- Société de distribution : ASC Distribution et Memento International
- Pays de production :  Royaume-Uni
- Langue originale : anglais
- Format : couleur — 2,39:1 — son 5.1
- Genre : Drame romantique
- Durée : 99 minutes
- Dates de sortie :
  - Royaume-Uni : 16 août 2024 (Édimbourg)
  - France : 30 avril 2025

## Distribution
- Fionn O'Shea : Olivier James
- Robert Aramayo : Philip Fairfax
- Erin Kellyman : Dorothy
- Louis Hofmann : Charles Green
- Jodi Balfour : Alice Green
- Jacques Bessenger : le barman
- Gabe Gabriel : un patient
- Alexander Maniatis : un patient